# Первомайское (Денисовский район)
Первомайское (каз. Первомай) — упразднённое село в Денисовском районе Костанайской области Казахстана. Входило в состав Комаровского сельского округа. Исключено из учётных данных в 2017 году. Код КАТО — 394043300.

## География
Находится примерно в 60 км к северо-западу от районного центра, села Денисовка.

## Население
В 1999 году население села составляло 187 человек (93 мужчины и 94 женщины). По данным переписи 2009 года в селе проживал 41 человек (21 мужчина и 20 женщин).